# Kevin Valencia
Kevin Javier Valencia Batioja (n. Rioverde, Ecuador; 3 de junio de 2000) es un futbolista ecuatoriano. Juega como delantero y su equipo actual es Chacaritas de la Serie B de Ecuador.

## Estadísticas

### Clubes
Actualizado al último partido disputado el 29 de octubre de 2024.
| La Unión · Ecuador              | 3.ª                 | 2018                | 25  | 20 | — | — | — | — | 25  | 20 |
| Técnico Universitario · Ecuador | 1.ª                 | 2018                | 6   | 2  | — | — | — | — | 6   | 2  |
| Técnico Universitario · Ecuador | 1.ª                 | 2019                | 16  | 0  | 3 | 1 | — | — | 19  | 1  |
| Técnico Universitario · Ecuador | Total club          | Total club          | 22  | 2  | 3 | 1 | 0 | 0 | 25  | 3  |
| Chacaritas · Ecuador            | 2.ª                 | 2020                | 9   | 1  | — | — | — | — | 9   | 1  |
| Atlético Saquisilí · Ecuador    | 3.ª                 | 2021                | 9   | 12 | — | — | — | — | 9   | 12 |
| Atlético Saquisilí · Ecuador    | Total club          | Total club          | 9   | 12 | 0 | 0 | 0 | 0 | 9   | 12 |
| Universidad Católica · Ecuador  | 1.ª                 | 2021                | 1   | 0  | — | — | — | — | 1   | 0  |
| Universidad Católica · Ecuador  | Total club          | Total club          | 1   | 0  | 0 | 0 | 0 | 0 | 1   | 0  |
| La Unión · Ecuador              | 3.ª                 | 2022                | 17  | 18 | — | — | — | — | 17  | 18 |
| La Unión · Ecuador              | Total club          | Total club          | 42  | 38 | 0 | 0 | 0 | 0 | 42  | 38 |
| Chacaritas · Ecuador            | 2.ª                 | 2022                | 8   | 0  | 1 | 0 | — | — | 9   | 0  |
| Chacaritas · Ecuador            | 2.ª                 | 2023                | 35  | 10 | — | — | — | — | 35  | 10 |
| Chacaritas · Ecuador            | Total club          | Total club          | 52  | 11 | 1 | 0 | 0 | 0 | 53  | 11 |
| Macará · Ecuador                | 1.ª                 | 2024                | 4   | 0  | 0 | 0 | — | — | 4   | 0  |
| Macará · Ecuador                | Total club          | Total club          | 4   | 0  | 0 | 0 | 0 | 0 | 4   | 0  |
| Manta F. C. · Ecuador           | 2.ª                 | 2024                | 14  | 1  | 0 | 0 | — | — | 14  | 1  |
| Manta F. C. · Ecuador           | Total club          | Total club          | 14  | 1  | 0 | 0 | 0 | 0 | 14  | 1  |
| Total en su carrera             | Total en su carrera | Total en su carrera | 144 | 64 | 4 | 1 | 0 | 0 | 148 | 65 |
| 1.                              |                     |                     |     |    |   |   |   |   |     |    |

## Palmarés

### Campeonatos provinciales
| Título                        | Club     | País    | Año  |
| ----------------------------- | -------- | ------- | ---- |
| Segunda Categoría de Cotopaxi | La Unión | Ecuador | 2022 |